# John Casablancas
John Casablancas (Nueva York, 12 de diciembre de 1942 - Río de Janeiro, 20 de julio de 2013) fue un empresario y agente de modelaje estadounidense de origen español, conocido por ser el fundador de la agencia de modelos Elite Model Management.

## Biografía

### Primeros años
Casablancas nació el 12 de diciembre de 1942 en la ciudad de Nueva York, Estados Unidos, tercer e hijo menor de Antonia y Fernando Casablancas, un comerciante textil. Sus padres emigraron de España a Manhattan para escapar de la Guerra Civil Española durante los años 30. Estudió en el Instituto Le Rosey en Suiza, y después en varias universidades europeas. Nunca se graduó, sin embargo, adquirió conocimiento sobre finanzas y relaciones públicas.

### Carrera
En 1972 Casablancas fundó la agencia de modelos Elite Model Management en París, Francia. Se le acredita como responsable del desarrollo del concepto de supermodelo, y también el mérito de lanzar a la fama a celebridades tales como Cindy Crawford, Naomi Campbell, Linda Evangelista, Claudia Schiffer, Adriana Lima, Heidi Klum y Gisele Bündchen. Su agencia de modelaje resultó ser un éxito, recaudando cerca de $100 millones de dólares en reservas anuales durante los años en que Casablancas manejó la agencia.

## Vida personal y muerte
En 1965, Casablancas contrajo matrimonio con Marie Christine Casablancas, y tuvo una hija, Cecile, quien es diseñadora de joyas. La pareja se separó tras cinco años de matrimonio. En 1978, Casablancas nuevamente contrajo matrimonio con Jeanette Christiansen, una modelo danesa que fue Miss Dinamarca en 1965. De esta relación nacería un hijo, Julian, fundador y vocalista de las bandas de rock The Strokes y The Voidz. Casablancas y Christiansen se divorciaron en 1983. En 1993, se casó con la modelo brasileña Aline Wermelinger, en ese momento de tan solo 17 años. La pareja trajo al mundo tres hijos: Fernando, John Jr. y Nina. 
Casablancas murió de cáncer en su residencia de Río de Janeiro, Brasil, el 20 de julio de 2013, a la edad de 70 años.